# The Old Corral
The Old Corral è un film del 1936 diretto da Joseph Kane.
È un musical western statunitense con Gene Autry, Smiley Burnette e Irene Manning. Roy Rogers impersona Buck O'Keefe, il leader degli O'Keefe Brothers, interpretati dai componenti del gruppo musicale Sons of the Pioneers.

## Trama
Chicago. Dopo aver assistito all'assassinio del proprietario di nightclub Tony Pearl ad opera dei gangster di Mike Scarlotti, la cantante blues Eleanor Spenser fugge e si dirige verso il West su un autobus. Ben presto la sua foto appare sui giornali di tutto il paese. Il bus fa tappa a Turquoise City, Nuovo Messico, dove Martin Simms, il proprietario del saloon Blue Moon, fa amicizia con Eleanor. Dopo aver visto la sua foto sui giornali, Simms, che spera di raccogliere una ricompensa da Scarlotti, invia ai gangster un telegramma che rivela dove si trova Eleanor.

## Produzione
Il film, diretto da Joseph Kane su una sceneggiatura di Sherman L. Lowe e Joseph F. Poland con il soggetto di Bernard McConville, fu prodotto da Nat Levine per la Republic Pictures

### Colonna sonora
- The Old Corral (Fleming Allen e Oliver Drake) eseguita da Gene Autry
- One Man Band di Smiley Burnette
- He's Gone, He's Gone Up the Trail (Tim Spencer) eseguita dai Sons of the Pioneers
- In the Heart of the West (Fleming Allen e Oliver Drake) eseguita da Gene Autry e Irene Manning
- Money Ain't No Use Anyway eseguita da Gene Autry
- Mexican Hat Dance (Felipe A. Partichela)
- Silent Trails (Tim Spencer) eseguita dai Sons of the Pioneers
- So Long Old Pinto (Fleming Allen e Oliver Drake) eseguita da Gene Autry
- Down Along the Sleepy Rio Grande (Roy Rogers) eseguita dai Sons of the Pioneers[3]

## Distribuzione
Il film fu distribuito negli Stati Uniti dal 21 dicembre 1936 al cinema dalla Republic Pictures. È stato distribuito anche in Brasile con il titolo No Velho Rancho e nel Regno Unito con il titolo Texas Serenade.

## Promozione
La tagline è: "AN EASTERN GANG MEETS A WESTERN SHERIFF (original ad - all caps)".